# Gabriel Blanco
Para el arquitecto y cineasta véase Gabriel Blanco del Castillo.
Gabriel José Blanco Flores (13 de julio de 1977) es un sindicalista y activista de derechos humanos venezolano. Ha estado relacionado con el Sindicato Único de Trabajadores de Carrera Legislativa de la Asamblea Nacional (Sinfucan) y actualmente es parte de la Alianza Sindical Independiente (ASI), una de las organizaciones sindicales más importantes del país. Fue detenido el 7 de julio de 2022 por fuerzas de seguridad. Fue excarcelado el 20 de diciembre de 2023.

## Carrera
Es exmiembro del partido político Bandera Roja. Ha estado relacionado con el Sindicato Único de Trabajadores de Carrera Legislativa de la Asamblea Nacional (Sinfucan) y actualmente es parte de la Alianza Sindical Independiente (ASI), una de las organizaciones sindicales más importantes del país, donde ocupa la posición de secretario de medios de la seccional Caracas.

## Detención
En la noche del 7 de julio de 2022, funcionarios de la Dirección General de Contrainteligencia Militar (DGCIM) interceptaron a Blanco en las afueras de su vivienda en Coche, Caracas, invitándolo a acompañarlos a la sede central de la dirección para «entrevistarlo», pero sin presentar documentos que lo relacionaran con alguna investigación vigente u orden de arresto en su contra. Los funcionarios le quitaron su cédula de identidad y teléfono móvil. Vecinos se apersonaron en el lugar en apoyo a Blanco. El coordinador de la organización no gubernamental PROVEA, Marino Alvarado, también se apersonó y le solicitó a los funcionarios la orden de allanamiento y de detención contra Blanco, quienes respondieron que no la tenían. Blanco fue detenido por agentes de la Dirección de Inteligencia Estratégica (DIE) de la Policía Nacional Bolivariana (PNB) en la madrugada, alrededor de la 1:00 de la mañana. Fue trasladado a la sede policial de la PNB en La Quebradita, en Caracas, y fue acusado de «terrorismo» y «asociación para delinquir». En agosto de 2023 fue condenado a 16 años de prisión por «conspiración» y «asociación para delinquir» junto a Reynaldo Cortés, Alcides Bracho, Alonso Meléndez, Néstor Astudillo y Emilio Negrín. Fue excarcelado el 20 de diciembre de 2023.

## Vida personal
Blanco está casado con Diannet Blanco, educadora, activista de derechos humanos, voluntaria de PROVEA y ex presa política. Diannet ha promovido la conformación de los Comités Populares de Derechos Humanos en los barrios empobrecidos de Caracas con el propósito de exigir servicios públicos de calidad y denunciar abusos por fuerzas policiales y militares.